# 小松镇 (石城县)
小松镇，是中华人民共和国江西省赣州市石城县下辖的一个乡镇级行政单位。

## 行政区划
小松镇下辖以下地区：
小松社区、小松村、罗源村、迳里村、耸岗村、石田村、瑶上村、蜀口村、江口村、丹溪村、许坊村、桐江村、罗溪村、新华村和胜和村。